# Diplostix secqi
Diplostix secqi är en skalbaggsart som beskrevs av Vienna 2007. Diplostix secqi ingår i släktet Diplostix och familjen stumpbaggar. Inga underarter finns listade i Catalogue of Life.